# Tereza Voborníková
Tereza Voborníková, född 31 maj 2000, är en tjeckisk skidskytt.

## Karriär
Vid VM 2025 i Lenzerheide var Voborníková en del av Tjeckiens lag tillsammans med Jessica Jislová, Vítězslav Hornig och Michal Krčmář som tog silver i mixedstafett.